# 高瑪スーパーマーケット

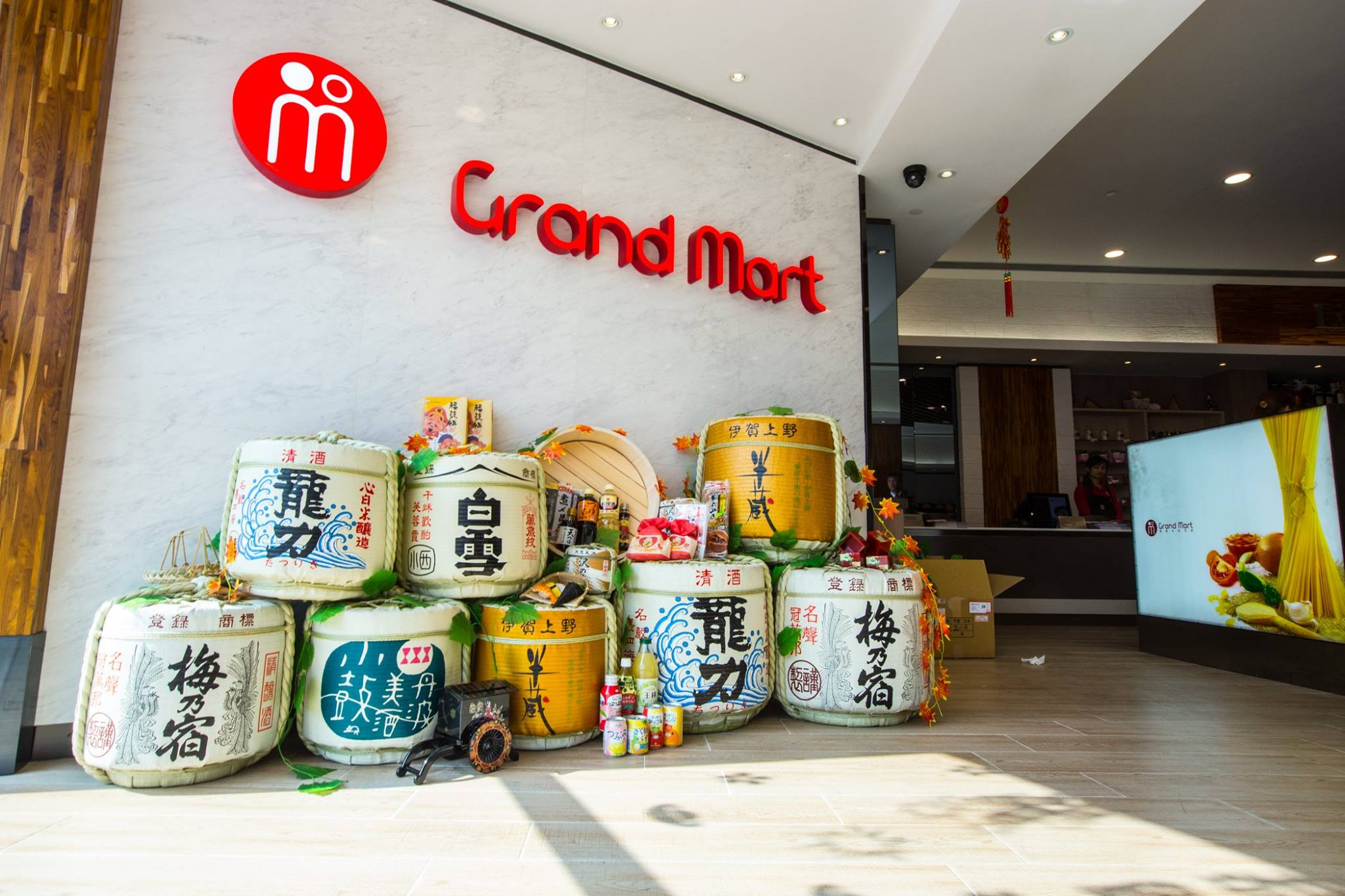
入口

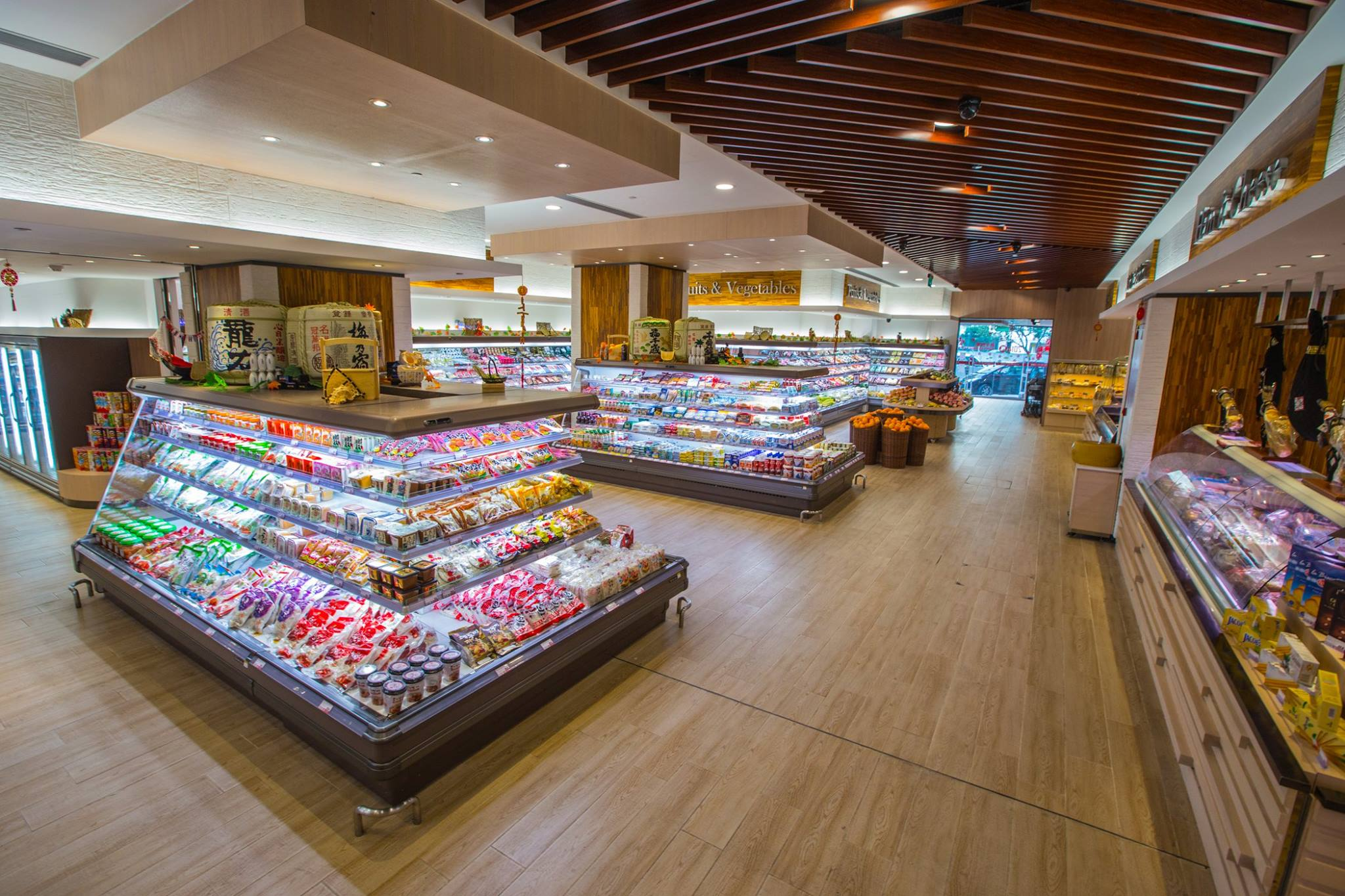
店内の様子

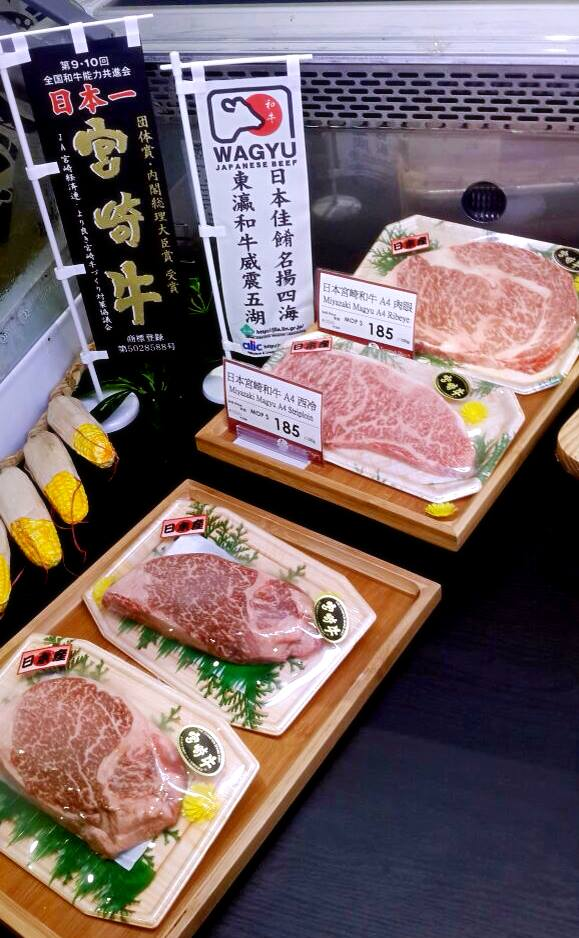
宮崎直送ビーフまで売っている

高瑪スーパーマーケット（グランドマート、英語：Grand Mart）はマカオにあるスーパーマーケットである。来来グループの子会社。
2014年にロイヤル・スーパーマーケットの会長である曾憲程によって創業され、今までマカオに「馬場支店」1店舗を開いている。
日本から新鮮な野菜、果物、肉、魚介など輸入食品と飲料を発売しており、マカオの人々のみならず、在留外国人に対し人気のあるスーパーマーケットである。店内は明るく清潔で、通路も広くて買い物しやすい。店内のつくりは日本のスーパーに似た感じである。

## 支払い方法
現金（マカオパタカ、香港ドル、中国元）およびクレジットカード（Visa・マスターカード・中国銀聯、200ドル未満の場合は使用不可）の利用が可能。

## メンバーカード
メンバーカードは、グランドマートの実質的な会員制度。2014年1月から開始された（中国大陸の支店を除く）。入会金は30パタカで年会費は無料。会員は、カードを用いた購入時1パタカごとにポイントが1点ずつ加算される。ポイントが貯まると、会員限定のグッズなどが当たる（またはもれなくもらえる）プレゼントへ応募することができる。クーポンとマカオパスはポイント除外品となっていた。